# NBC
National Broadcasting Company, o semplicemente NBC, è un'azienda radiotelevisiva statunitense la cui sede principale è New York.
Ha una sede secondaria a Burbank, in California, e ha il soprannome di Peacock Network per via del pavone stilizzato nel suo logo.
Fondata nel 1926 dalla Radio Corporation of America (RCA), a sua volta fondata dalla General Electric, la NBC è stata la più antica nonché maggiore emittente radiotelevisiva degli Stati Uniti. Nel 1986 è stata acquisita dalla General Electric per 6,4 miliardi di dollari. Dopo l'acquisizione, Bob Wright divenne l'amministratore delegato, mantenendo la sua posizione per 21 anni, ovvero fino al 2007, quando lasciò il posto a Jeff Zucker, che a sua volta fu seguito da Steve Burke nel 2011. Oggi l'emittente fa parte del gruppo NBCUniversal, sussidiaria della Comcast Corporation.
L'emittente è ricevuta da 112 milioni di famiglie statunitensi e fornisce programmazione a oltre 200 emittenti affiliate.

## Storia

### Radio
Tra il 1923 e il 1925 la Radio Corporation of America spende un milione di dollari per acquistare la stazione radio newyorkese WEAF e la sua filiale di Washington WCAP, mentre la Westinghouse, società azionista della RCA, acquista la WJZ di Newark. Nel 1926 viene annunciata la creazione della NBC (National Broadcasting Company), nuova società per la gestione delle diffusioni radiofoniche, posseduta per il 50% dalla RCA, per il 30% dalla General Electric e per il restante 20% dalla Westinghouse Electric. La NBC nasce ufficialmente il 15 novembre 1926.
Dal 1º gennaio 1927 la WEAF si affilia al Red Network, che trasmetteva principalmente programmi d'intrattenimento e musicali, mentre la WJZ fa parte del Blue Network, che si occupava prevalentemente di programmi informativi e culturali. Il 5 aprile la NBC inizia a trasmettere anche sulla costa occidentale, con l'Orange Network, conosciuto anche come The Pacific Coast Network. Il 18 ottobre 1931 nasce il Gold Network, conosciuto anche come The Pacific Gold Network, mentre nel 1936 è il turno del White Network, che trasmette in onde corte.

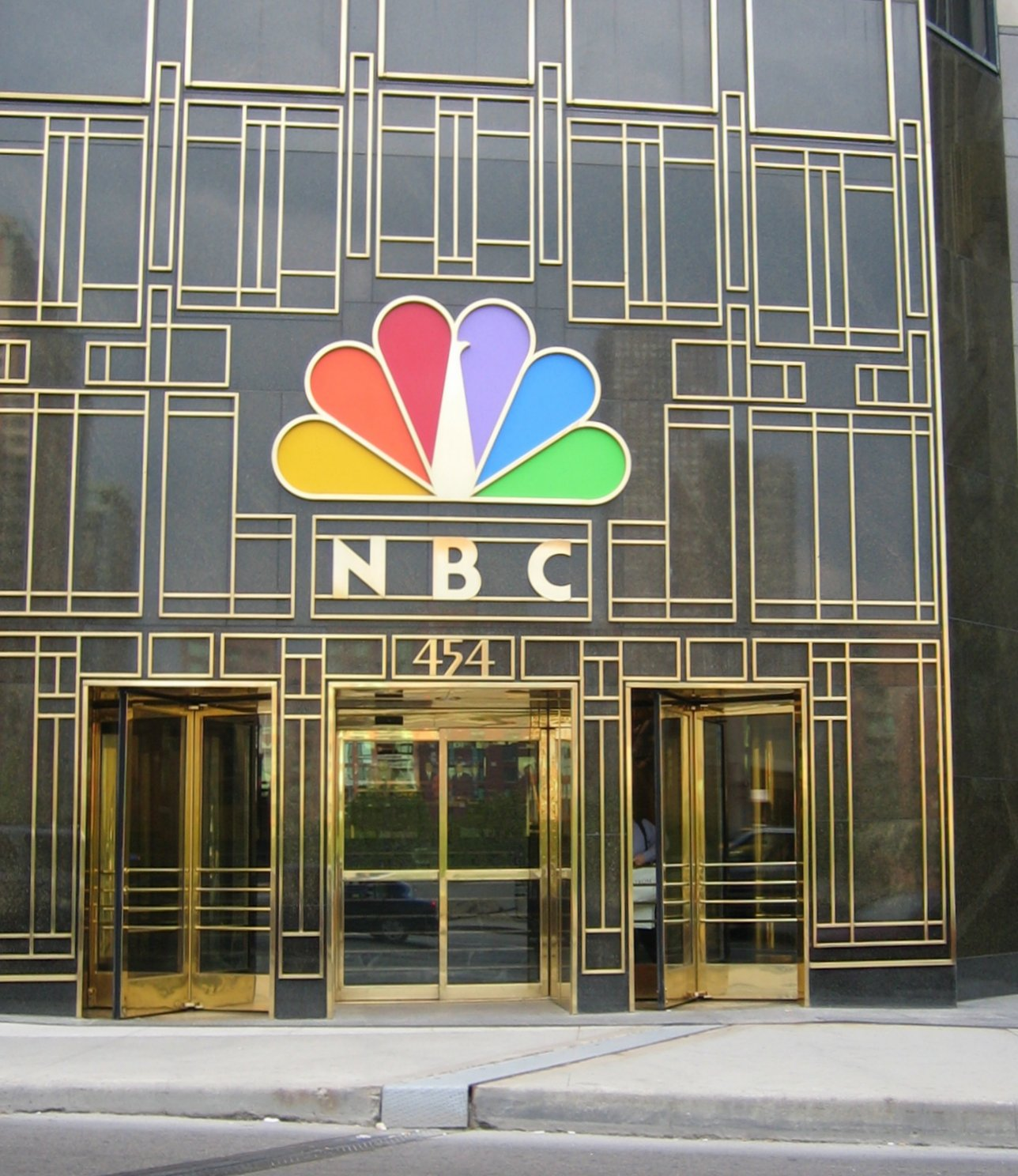
NBC Tower, Chicago

Fin dalla sua nascita la NBC aveva sede sulla Quinta Strada, ma poi, quando le regole antitrust costringono la General Electric a disfarsi della RCA, dal 1933 trasloca nel Rockefeller Center, occupando l'ex RCA Building, che diventa GE Building.
La NBC, con il Blue Network e il Red Network, monopolizzava il mercato radiofonico statunitense. Nel 1940 la Federal Communications Commission, agenzia governativa per la gestione delle telecomunicazioni, per mettere fine alla situazione di monopolio assoluto, ordina la vendita di uno dei due network. Dopo ricorsi in appello e tentativi di separare entrambe le reti in due diverse società, nel maggio del 1943 la Corte Suprema degli Stati Uniti porta la NBC a cedere il Blue Network al magnate Edward John Noble, che due anni più tardi, nel giugno del 1945, lo trasformerà nell'ABC (American Broadcasting Company). Fino al 1950 la NBC continua tuttavia a mantenersi al vertice della trasmissione radiofonica americana. Tra i principali artisti che hanno lavorato per la NBC si ricordano: Al Jolson, Jack Benny, Edgar Bergen, Bob Hope, Fred Allen e il duo formato da George Burns e Gracie Allen. Arturo Toscanini inoltre, dal 1937 dirige la NBC Symphony Orchestra.
Alla fine degli anni Quaranta tuttavia la CBS, principale rivale della NBC, inizia a guadagnare terreno, soprattutto ingaggiando artisti che hanno già guadagnato fama all'NBC Radio Network, come ad esempio Jack Benny. Inoltre con l'inizio delle trasmissioni televisive, quest'ultima prende presto il sopravvento, e i principali artisti passano dalla stazione radiofonica a quella televisiva. Tra questi anche Arturo Toscanini, che tra il 1948 e il 1952 dirige 10 concerti televisivi sulla NBC, portando per la prima volta in televisione opere come la Sinfonia n. 9 di Beethoven e l'Aida.
Nel 1986 la Radio Corporation of America viene acquisita dalla General Electric, che decide di portare avanti la sola rete televisiva della NBC. Nell'estate del 1987 le stazioni radiofoniche della NBC vengono cedute alla Westwood One, che tuttavia continua ad usare il marchio "NBC Radio" fino ai primi anni Novanta. Dal 2002 la Westwwod One produce anche la trasmissione NBC News Radio, che riporta le notizie della NBC News e di MSNBC.

### Televisione

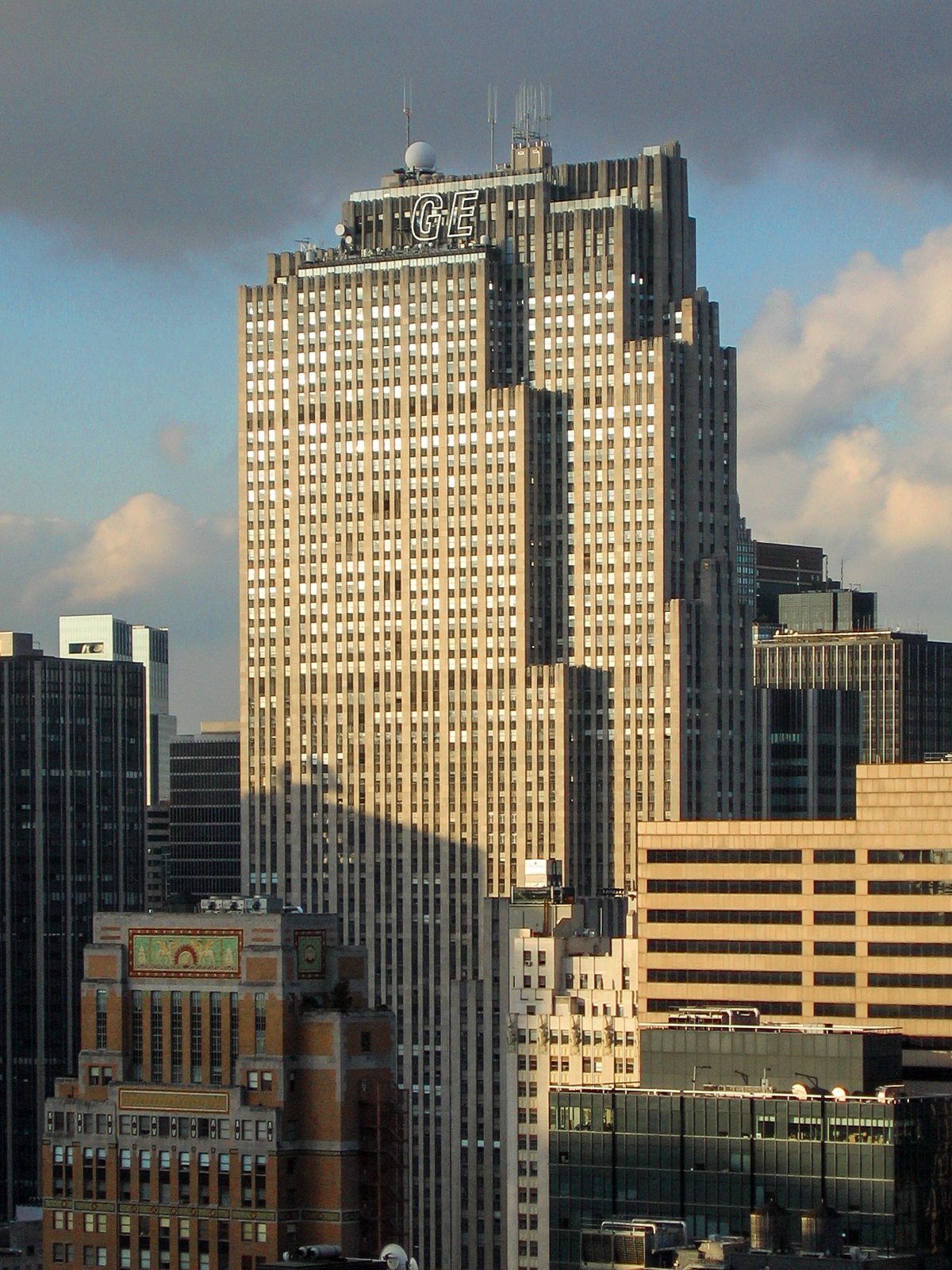
Il GE Building, sede della NBC

Tra il 1939 e il 1940, a New York, la NBC inizia le sperimentazioni di trasmissione televisiva. Franklin Delano Roosevelt è il primo Presidente degli Stati Uniti d'America ad apparire in televisione, davanti alle telecamere del network. Il periodo di sperimentazione si conclude quando la Federal Communications Commission concede all'NBC Television Network, recante la sigla "WNBT", la licenza per avviare trasmissioni commerciali, il 1º luglio 1941. In quel giorno, durante una partita di baseball, va in onda la prima pubblicità televisiva al mondo, quella di un orologio della Bulova. Il palinsesto è formato principalmente da incontri sportivi e da trasmissioni già condotte sulle stazioni radio, come Truth or Consequences.
L'8 maggio 1945 in occasione della vittoria degli alleati durante la seconda guerra mondiale, vengono proposte molte ore di notiziari e approfondimenti, e chi ha un televisore a New York riceve una cartolina postale per informarlo dell'evento. Gli anni Cinquanta decretano l'affermarsi della NBC anche nella televisione. Infatti è il periodo in cui Milton Berle, considerata una delle prime star della televisione, conduceva The Texaco Star Theater. Tra il 1952 e il 1953 debuttano anche spettacoli come Today e The Tonight Show. Nel 1951 l'italoamericano Gian Carlo Menotti viene incaricato di produrre la prima opera scritta per la televisione, esordendo il 24 dicembre 1951 con il suo programma Amahl and the Night Visitors, che si concluderà nel 1966.
Nel dicembre del 1953 la Federal Communications Commission approva il sistema di trasmissione a colori della NBC, che inizia subito le sperimentazioni. L'anno successivo debutta The Marriage, la prima serie televisiva interamente a colori. Nel 1955 esordisce anche il primo programma in diretta, un musical, a colori, mentre l'anno dopo viene annunciata la nascita della WNBQ (poi WMAQ-TV) di Chicago, la prima stazione televisiva statunitense interamente a colori. Nel 1962 il Rose Bowl, evento del football americano universitario, è il primo evento sportivo ad essere trasmesso a colori. Nell'autunno del 1965 il 95% del palinsesto è già a colori, percentuale che toccherà il 100% a partire dalla stagione televisiva 1966-1967.
Negli anni settanta, nonostante le presenza in palinsesto di serie di successo come Sanford and Son, Agenzia Rockford, Quincy, Adam-12, Squadra emergenza e La casa nella prateria, la NBC vive un periodo di decadimento, con gli ascolti in notevole ribasso, parallelamente alla crescita di network concorrenti come la CBS e l'ABC. Nel 1974 debuttano dei programmi dedicati al pubblico giovanile, ma l'unico risultato ottenuto è far calare ulteriormente gli ascolti nella fascia d'età adulta. L'anno seguente tutti questi nuovi programmi chiudono a causa del mancato successo. Nel 1980 il presidente Jimmy Carter ritira gli atleti statunitensi dai Giochi Olimpici e, di conseguenza, la NBC sospende la copertura televisiva dell'evento, pianificata in 150 ore e che è costata 87 milioni di dollari. A causa delle perdite che ne conseguono, il futuro del network viene messo in dubbio. Nell'estate del 1981 il Presidente del Consiglio d'Amministrazione Fred Silverman, in carica dal 1978, si dimette, venendo sostituito da Grant Tinker, mentre a coprire il ruolo di responsabile della programmazione arriva Brandon Tartikoff, che riformulando il palinsesto, riesce a far risalire gli ascolti, specie per serie come Hill Street giorno e notte, A cuore aperto e Cin Cin, che in giorni e orari diversi di trasmissione ottengono riscontri notevolmente migliori. Inoltre debuttano serie di successo come Supercar e soprattutto A-Team. Nella stagione 1984-1985 il network risale al secondo posto nella classifica degli ascolti e riconquista il primo posto la stagione successiva grazie ad altre serie di successo come Casa Keaton, I Robinson, Cuori senza età, Miami Vice, Hunter, ALF, Matlock, Avvocati a Los Angeles e L'ispettore Tibbs. Nella stagione 1988-1989 nella classifica dei 30 programmi televisivi più seguiti ben 18 vanno in onda sulla NBC e per più di un anno un programma della rete vince ogni settimana. Un risultato del genere non viene mai più replicato da allora. La rete inoltre, a partire dai Giochi Olimpici di Seoul del 1988, si assicura i diritti televisivi per le Olimpiadi estive fino al 2020, aggiungendo anche le Olimpiadi invernali a partire dal 2002. In particolare, in occasione dei Giochi olimpici di Pechino 2008, grazie anche al ricco contratto stipulato col CIO, riesce a imporre le finali di nuoto al mattino per permettere ai telespettatori di vedere in prima serata le gare dei nuotatori statunitensi, Michael Phelps su tutti.
Nel 1991 Tartikoff lascia la NBC per un posto alla Paramount Pictures e viene sostituito da Warren Littlefield che riesce a continuare la linea positiva intrapresa dal suo predecessore. Negli anni Novanta debuttano nuove serie di successo, tra cui Innamorati pazzi, Frasier, ER, Law & Order, Friends, Will & Grace e soprattutto Seinfeld, tra i primi cinque programmi più visti, raggiungendo il primo posto nella stagione 2001-2002. A metà degli anni Novanta inoltre, Dick Ebersol, responsabile della programmazione sportiva, riesce ad assicurarsi i diritti di tre delle quattro maggiori leghe sportive professionistiche degli Stati Uniti e del Canada: la National Football League, la Major League Baseball e la National Basketball Association, ma nel 1998 perde la NFL e ne cede i diritti alla CBS.
Nella prima parte degli anni Duemila, dopo la conclusione delle maggiori serie di successo degli anni passati, arriva un rapido declino, che fa precipitare la NBC al quarto posto nella classifica stagionale degli ascolti, dietro l'ABC, la CBS e la FOX. Nella stagione 2004-2005 è il primo grande network a produrre i suoi programmi nel formato panoramico 16:9, ma gli ascolti aumentano solo di poco. La stagione 2005-2006 è una delle peggiori degli ultimi decenni, con unica nota positiva il nuovo gioco a premi lanciato in prima serata Deal or No Deal (versione statunitense di Affari tuoi). Delle nuove serie proposte, solo My Name Is Earl viene rinnovata per una seconda stagione. Nella stagione successiva il network riacquista i diritti dell'NFL e iniziano bene le serie Studio 60 on the Sunset Strip e Heroes, anche se gli ascolti della prima crollano dopo pochi episodi e viene cancellata a fine stagione. Negli anni successivi The Office e 30 Rock risultano pluripremiate agli Emmy Awards, ma nella classifica ascolti la NBC resta al quarto posto.
Nel marzo del 2007 la NBC inizia ad offrire i propri contenuti on demand per dispositivi mobili.
All'inizio del 2010 il Tonight Show vive un periodo molto controverso. Il 1º giugno 2009 Conan O'Brien ha sostituito Jay Leno alla conduzione del programma, con quest'ultimo che avuto un nuovo programma, il Jay Leno Show, iniziato a settembre del 2009, un'ora e mezza prima del Tonight Show. Il 7 gennaio 2010 la NBC, a causa dei bassi ascolti e delle pressioni ricevute dai canali affiliati, annuncia di voler posticipare da marzo l'inizio dei due programmi, facendo iniziare il programma di Jay Leno, che ridurrà la durata, alle 23:35 anziché le 22:00, e conseguentemente, il Tonight Show alle 00:05. O'Brien non gradisce la scelta, compiuta senza neanche essere consultato, e protesta duramente, annunciando che se viene modificato l'orario, che è lo stesso da sessanta anni, lascerà il programma. O'Brien ottenne il consenso del pubblico e di altre star statunitensi, ma non quello della NBC. Conan O'Brien conduce la trasmissione fino al 22 gennaio e dal 1º marzo, dopo la pausa per le Olimpiadi invernali, Jay Leno torna a condurre il Tonight Show, confermato nell'orario tradizionale delle 23:35. La rescissione del contratto di O'Brien costa alla rete 45 milioni di dollari. Al termine della stagione 2009-2010 solo due delle nuove serie vengono rinnovate, Community e Parenthood e vengono cancellate Heroes e la storica Law & Order, iniziata nel 1990 e che condivide con Gunsmoke il record di serie televisiva più longeva.
Nel gennaio 2011, dopo l'acquisizione della Comcast, Steve Burke diventa il nuovo amministratore delegato della NBC, mentre Robert Greenblatt sostituisce Jeff Gaspin come responsabile della programmazione. Nell'estate dello stesso anno la rete completa la sua conversione di tutta la programmazione all'alta definizione.

## NBC News
NBC News è la divisione giornalistica della NBC che cura i programmi informativi del canale, nonché i canali affiliati CNBC, di informazione economica, e MSNBC, di informazione politico-economica. Tra i programmi prodotti da NBC News figurano: Dateline NBC, Early Today, Meet the Press, NBC Nightly News e The Today Show.

## NBC Sports
NBC Sports è la divisione giornalistica della NBC che cura i programmi sportivi del canale, responsabile della trasmissione di molti eventi sportivi sul network. Formalmente un servizio di NBC News trasmette, tra gli altri, i Giochi olimpici estivi ed invernali, la National Football League, la National Hockey League, il PGA Tour e i campionati nazionali USGA di golf, i tornei di Wimbledon e gli Open di Francia di tennis.
Le reti: NBC Sports Network, Golf Channel e NBC reti regionali sportive.

## Palinsesto

### Eventi
- Macy’s Thanksgiving Day Parade (dal 1952)
- Golden Globe (1958-1968, dal 1974)
- The National Dog Show (dal 1999)
- Macy’s Fourth of July Spectacular (dal 2000)
- Billboard Music Award (dal 2018)
- Miss America (dal 2019)

### Show in Prima Serata
- America’s Got Talent (dal 2006)
- The Voice (dal 2011)
- American Ninja Warrior (dal 2012)
- Little Big Shots (dal 2016)
- World of Dance (dal 2017)
- Making It (dal 2018)
- The Titan Games (dal 2019)
- America’s Got Talent: The Champions (dal 2019)
- Songland (dal 2019)
- Bring the Funny (dal 2019)

### Intrattenimento
- Morning Joe, talk show (dal 1980)

### Serie Tv
- Law & Order - I due volti della giustizia (1990-2010, dal 2022- in produzione)
- Law & Order - Unità vittime speciali (dal 1999-in produzione)
- Chicago Fire (dal 2012-in produzione)
- Hannibal (2013-2015)
- Chicago P.D. (dal 2014-in produzione)
- Chicago Med (dal 2015-in produzione)
- Shades of Blue (2016-2018)
- Law & Order: Organized Crime (2021-in produzione, poi su Peacock)

## Loghi

1946-1952
1952-1953
1953-1959
1959-1975
1976-1979
1986-2011
2009-2011
2011-2013
2013-2018
2018-2022
2020-2021
In uso dal 2022